# Quai Notre-Dame (film)
Pour les articles homonymes, voir Quai Notre-Dame.
Quai Notre-Dame est un film français réalisé par Jacques Berthier, sorti en 1961.
C'est l'unique long métrage que le comédien Jacques Berthier a réalisé, après des courts métrages documentaires.

## Synopsis
Eloi est un jeune chiffonnier qui travaille au marché aux puces de Saint-Ouen. Il vit avec sa petite sœur Fortunée, sa grand-mère (nommée "la reine") et une amie (Nénette), secrètement amoureuse de lui. Sa vie sera bouleversée lorsqu'il tombera, à son tour, amoureux de Madame Lormoy, l'épouse d'un antiquaire du quai de Notre-Dame.

## Fiche technique
- Titre : Quai Notre-Dame
- Réalisation : Jacques Berthier
- Scénario : Dominique Rolin et Jacques Berthier, d'après l'œuvre originale de Dominique Rolin
- Dialogue : Dominique Fabre
- Photographie : Roland Pontoizeau
- Musique : Abel Jores
- Son : Pierre Vuillemin
- Montage : Jacques Mavel
- Pays d'origine :  France
- Langue : Français
- Genre : Drame
- Durée : 85 minutes
- Date de sortie : 9 juin 1961
- Affiche : Clément Hurel, Guy-Gérard Noël (France)

## Distribution
- Anouk Aimée : L'antiquaire
- Christian Pezey : Eloi
- Jacques Dacqmine : Lormoy
- Patricia Gozzi : Fortunée
- Geneviève Fontanel : Nénette
- Renée Gardès : La grand-mère
- Lisette Jambel : La chanteuse
- Christian Alers : Fouille
- Grégoire Gromoff
- Marie Mansart
- Robert Rollis